# Ilomants
Ilomants (finska: Ilomantsi) är en kommun i landskapet Norra Karelen i Finland. Ilomants har 4 643 invånare och har en yta på 3 172,69 km².
Grannkommuner är Joensuu och Lieksa.
Ilomants är enspråkigt finskt. Det lokala finska talspråket uppvisar starka karelska och ryska influenser: kyrkbyn i Ilomants kallas t.ex. för Pogosta (ursprungligen ett ryskt ord för ”kyrkspel”) och ett återkommande skidevenemang i Ilomants heter Pogostan hiihto (”Pogostaloppet”).
Ilomants kommun är den enda kommun i hela Finland där Ortodox kristendom är den dominerande religionen, då 17,4% av kommunens invånare tillhör religionen. Detta är den högsta andelen ortodoxa i någon finsk kommun.
Ilomants är EU‐fastlandets östligaste kommun och inom kommunen ligger även Virmajärvisjön som är Finlands östligaste punkt.
45 kilometer nordost om Ilomants ligger guldgruvan Pampalogruvan, som bryts av Endomines.

## Politik

### Mandatfördelning i Ilomants kommun, valen 1976–2021
| 5 | 11 | 2 | 11 | 2 | 4 |

| 4 | 13 |  | 12 |  | 4 |

| 2 | 13 | 3 | 11 | 2 | 4 |

|  | 13 | 2 | 14 |  | 4 |

| 3 | 13 | 3 | 2 | 9 | 2 | 3 |

| 2 | 8 | 5 |  | 8 |  | 2 |

|  | 7 | 3 | 12 | 2 | 2 |

|  | 6 | 3 |  | 13 |  | 2 |

| 18 | 9 |

| 2 | 7 |  |  | 13 |  | 2 |

| 17 | 10 |

|  | 8 | 4 | 12 | 2 |

| 18 | 9 |

|  | 6 |  | 4 | 13 | 2 |

| 17 | 10 |

| 1 | 6 | 3 | 10 | 1 |

| 10 | 11 |

## Demografi

### Befolkningsutveckling
| Befolkningsutvecklingen i Ilomants kommun 1975–2020                                                          | Befolkningsutvecklingen i Ilomants kommun 1975–2020 | Befolkningsutvecklingen i Ilomants kommun 1975–2020 | Befolkningsutvecklingen i Ilomants kommun 1975–2020 | Befolkningsutvecklingen i Ilomants kommun 1975–2020 |
| --- | --------------------------------------------------- | --------------------------------------------------- | --------------------------------------------------- | --------------------------------------------------- |
| |                                                     |                                                     |                                                     |                                                     |
| År |                                                     |                                                     | Folkmängd                                           |                                                     |
| 1975 | 1975                                                |                                                     | 9 144                                               |                                                     |
| 1980 | 1980                                                |                                                     | 8 753                                               |                                                     |
| 1985 | 1985                                                |                                                     | 8 469                                               |                                                     |
| 1990 | 1990                                                |                                                     | 8 054                                               |                                                     |
| 1995 | 1995                                                |                                                     | 7 832                                               |                                                     |
| 2000 | 2000                                                |                                                     | 7 129                                               |                                                     |
| 2005 | 2005                                                |                                                     | 6 422                                               |                                                     |
| 2010 | 2010                                                |                                                     | 5 883                                               |                                                     |
| 2015 | 2015                                                |                                                     | 5 336                                               |                                                     |
| 2020 | 2020                                                |                                                     | 4 749                                               |                                                     |
| Anm: Uppgifterna avser förhållandena den 31 december nämnda år enligt områdesindelningen den 1 januari 2022. |                                                     |                                                     |                                                     |                                                     |

### Språk
Befolkningen efter språk (modersmål) den 31 december 2022. Finska, svenska och samiska räknas som inhemska språk då de har officiell status i landet. Resten av språken räknas som främmande. För språk med färre än 10 talare är siffran dold av Statistikcentralen på grund av sekretesskäl.
| Språk                        | Talare 2022-12-31 | Talare 2022-12-31 |
| Språk                        | Antal             | Andel (%)         |
| ---------------------------- | ----------------- | ----------------- |
| Hela befolkningen            | 4 492             | 100,0             |
| Inhemska språk totalt        | 4 329             | 96,4              |
| Finska                       | 4 317             | 96,1              |
| Svenska                      | 12                | 0,3               |
| Främmande språk totalt       | 163               | 3,6               |
| Ryska                        | 86                | 1,9               |
| Thailändska                  | 17                | 0,4               |
| Albanska                     | 14                | 0,3               |
| Estniska                     | 10                | 0,2               |
| Språk med färre än 10 talare | 36                | 0,8               |

|  | Finska (96,1 %) |

|  | Svenska (0,3 %) |

|  | Främmande språk (3,6 %) |

|  | Finska (96,1 %) |

|  | Svenska (0,3 %) |

|  | Främmande språk (3,6 %) |

## Personer från Ilomants
- Henrik Renqvist (1789 - 1866), präst